# Filofej di Pskov
Filofej di Pskov (Pskov, XV secolo – Pskov, XV secolo) è stato un presbitero russo.

## Biografia

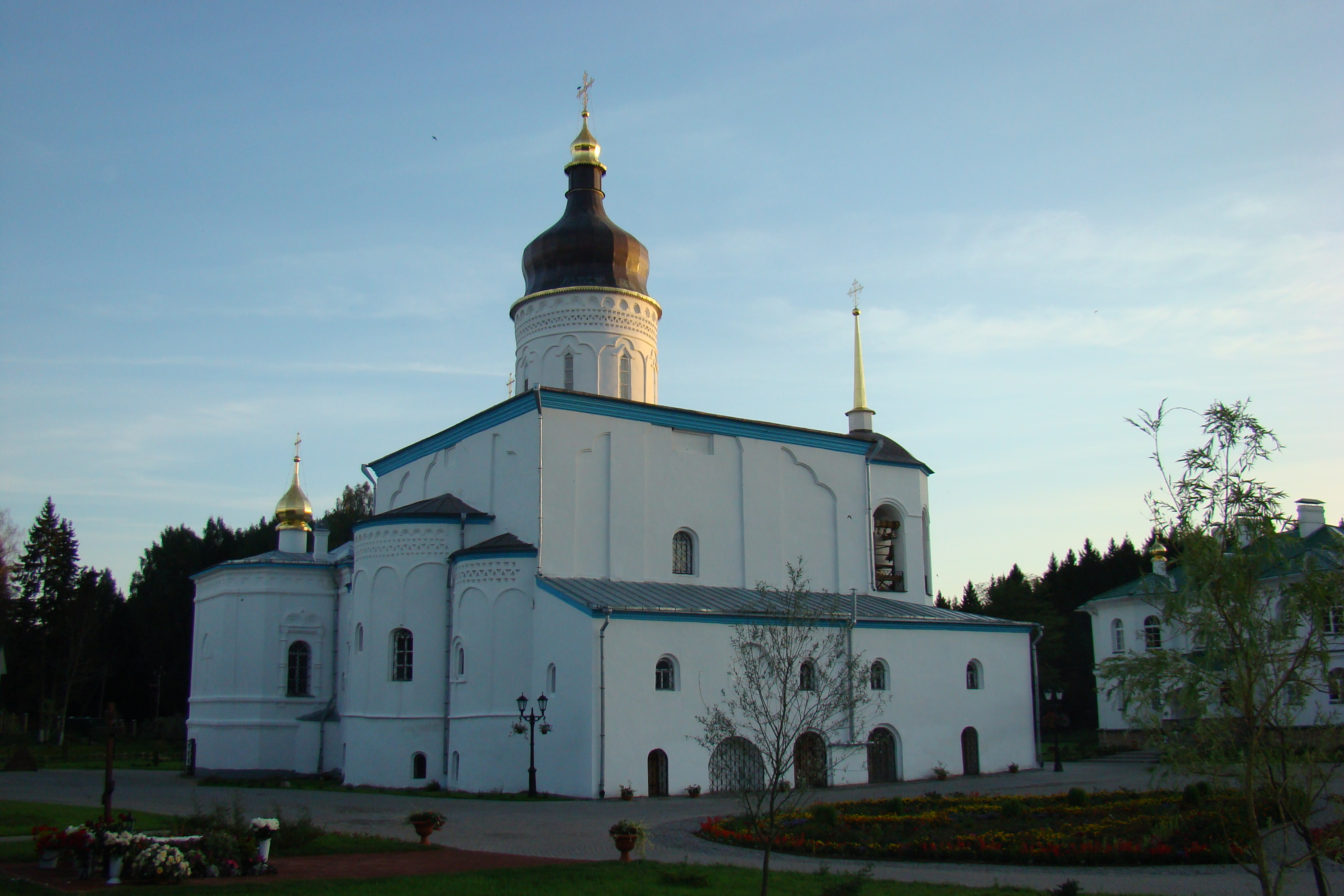
Monastero di Eleazar a Pskov

Filofej di Pskov fu un monaco russo della seconda metà del XV secolo, al cui nome è legata una famosa teoria politica, espressa dalla formula «Mosca-terza Roma».
Filofej fu igumeno del monastero di Eleazar a Pskov e, nella lotta di Mosca in espansione con la sua città, parteggiò per Mosca, il che gli permise di chiedere e ottenere clemenza dai prìncipi moscoviti per gli abitanti di Pskov.
L'enunciazione da lui fatta in una sua Epistola (al gran principe Basilio III di Russia o al figlio di questi Ivan IV il Terribile) del principio: «Due Rome son cadute, Mosca è la terza, una quarta non ci sarà» fu gradita al principe moscovita perché la politica di Mosca era sempre stata ricca di motivi religiosi. L'idea del passaggio del potere imperiale da Roma a Mosca secondo la volontà divina era già stata espressa in altri scritti di carattere narrativo, ed era di origine bizantina, ma ciò importava poco ai prìncipi perché essi se ne valsero per dare una consacrazione ufficiale ai rapporti già esistenti tra lo stato moscovita e gli stati europei.
L'Epistola diede origine a molti racconti che sfruttarono tendenziosamente le leggende bizantine sull'origine del potere imperiale.